# دانشگاه آمریکایی مادبا
دانشگاه آمریکایی مادبا (به عربی: الجامعة الأمریکیة فی مادبا) یک دانشگاه غیرانتفاعی است که در اردن در شهر مادبا واقع شده است. این دانشگاه در اکتبر ۲۰۱۱ افتتاح شد و انتظار می‌رود پس از تکمیل دانشگاه، در نهایت ۸۰۰۰ دانشجو را پذیرا باشد.
این دانشگاه استانداردهای صلاحیت تدریس و تجربه درخور و شرایط لازم برای کسب اعتبار کمیسیون اعتبارسنجی آموزش عالی (HEAC) در اردن و استانداردهای اعتبارسنجی انجمن مدارس و کالج‌های جدید انگلستان و همچنین کالج‌های بوستون و ماساچوست در ایالات متحده آمریکا را نیز دارا می‌باشد.
این دانشگاه توسط میهن پرستار لاتین در اورشلیم تأسیس شد که مجوز شورای آموزش عالی اردن را در سال ۲۰۰۵ با نام دانشگاه مادبا دریافت کرد. در ۹ مه ۲۰۰۹، پاپ بندیکت شانزدهم سنگ بنای دانشگاه را گذاشت، که نام آن از ۲۹ مه ۲۰۱۱ به دانشگاه آمریکایی مادبا (AUM) تغییر یافت.